# سی‌هورس مرکاتور
سی‌هورس مرکاتور (به انگلیسی: Seahorse Mercator) یک کشتی است که طول آن ۳۱٫۵ متر (۱۰۳ فوت) می‌باشد. این کشتی در سال ۱۹۹۸ ساخته شد.